# Imolamin
Az imolamin (INN: imolamine) értágító gyógyszer. Angina pectoris (a szívizom oxigénhiánya miatt kialakuló mellkasi fájdalom) ellen írják fel. Gátolja a vérlemezkék összecsapódását.

## Készítmények[1]
Hidrokloridsó formájában:
- Coremax
- Irri-Cor
- Irrigor

Magyarországon nincs forgalomban.

## Fordítás
- Ez a szócikk részben vagy egészben  az   Imolamine című angol Wikipédia-szócikk fordításán alapul.  Az eredeti cikk szerkesztőit annak laptörténete sorolja fel. Ez a jelzés csupán a megfogalmazás eredetét és a szerzői jogokat jelzi, nem szolgál a cikkben szereplő információk forrásmegjelöléseként.